# Blagdan sjenica
Blagdan sjenica (hebr.: סֻכּוֹת, sukot) starozavjetni je židovski hodočasnički blagdan koji se obilježava u jesen, petnaestog dana mjeseca tišrija (rujan ili listopad). Traje osam dana i jedan je od triju velikih hodočasničkih blagdana (uz Blagdan beskvasnih kruhova i Blagdan sedmica), u kojima se Židovi spominju biblijskog putovanja svojeg naroda prema obećanoj zemlji. 

## Sukot u Starom zavjetu
U Starome zavjetu, Sukot se naziva:
- Blagdan sjenica (Lev 23,34; Pnz 16, 13-16; 31,10; 2 Ljet 8,13; Ezr 3,4; Zah 14, 16-19)
- Blagdan žetve (Izl 23,16; 34,22)
- Blagdan ili svečanost (1 Kr 8,2; 8,65; 12,32; 2 Ljet 5,3; 7,8)
- Jahvin blagdan (Lev 23,39; Suci 21,19)
- Blagdan sedmog mjeseca (Ez 45,25; Neh 8,14)
- Sveti saziv (Br 29,12)

Po svom podrijetlu, Sukot je poljodjelska svečanost. To se učituje iz imena blagdan žetve, pripadajućih obreda, te vremena i prilike kada se održava slavlje: Onda slavi Blagdan žetve - prvina što ih donose polja koja zasijavaš. (Izl 23,16); Blagdan sjenica slavi sedam dana pošto pokupiš plodove sa svoga gumna i iz svoga badnja. (Pnz 16,13). Blagdan se obilježava kao zahvala za žetvu plodova (usp. Suci 9,27). Za dodatno objašnjenje imena, valja primijetiti da Izaija spominje kolibe koje su vinogradari pravili u svojim vinogradima (Iz 1,8). Smješten na dovršetku žetve, Sukot se uzimao kao opća zahvala za urod prirode u protekloj godini.
Sukot je postao jedan od najznačajnijih blagdana u židovstvu, što se očituje u nazivu blagdan Jahvin (Lev 23,39; Suci 21,19), ili naprosto blagdan (1 Kr 8,2; 8,65; 12,32; Ljet 5,3; 7,8). Možda zbog velike posjećenosti, Sukot postaje prikladno vrijeme za važne državne svečanosti. Tako Mojsije upućuje Izraelovo potomstvo da se svake sedme godine okuplja pri čitanju Zakona (Pnz 31, 10-11). Kralj Salomon posvećuje jeruzalemski Hram na Sukot (1 Kr 8; 2 Ljet 7), i ovaj blagdan je prva svečanost koja se obdržava nakon obnove bogoštovlja po povratku iz babilonskog sužanjstva (Ezr 3, 2-4).
U Nehemijino vrijeme, nakon babilonskog sužanjstva, Izraelci slave Sukot izradom i obitavanjem u sjenicama, običaj o kojem Nehemija piše: Izraelci nisu toga činili od vremena Jošue, sina Nunova, sve do toga dana. (Neh 8, 13-17). U vezi s običajem priprave četiriju vrsta biljki, Nehemija zapisuje da su Izraelci pronašli u Zakonu zapovijed: "Idite u goru i donesite granja maslinova i granja divlje masline, mirtovih i palmovih grana i granja ostaloga lisnatog drveća da načinimo sjenice, kako je propisano." (Neh 8, 14-15).
Nebatov sin Jeroboam, kralj Sjevernog izraelskog kraljevstva, opisan u Prvoj knjizi o kraljevima da hodi zlim putem (1 Kr 13,33), obilježavao je blagdan petnaestog dana osmog mjeseca, jedan mjesec nakon Sukota, kao što je blagdan koji se slavi u Judeji (1 Kr 12, 32-33). Jednom prigodom, neki čovjek Božji dođe na riječ Jahvinu iz Judeje u Betel kada Jeroboam stajaše pred žrtvenikom da prinese kad. I po Jahvinoj zapovijedi povika onaj prema žrtveniku, u znak prosvjeda (1 Kr 13, 1-2).
Po proroku Zahariji (Zah 14, 16-19), Sukot će u mesijansko doba postati sveopći blagdan, na koji će svi narodi hodočastiti u Jeruzalem. Blagdan se ovdje povezuje s darom kiše, motivom dalje razvijenim u kasnijoj židovskoj literaturi.
Obdržavanje Sukota detaljnije je utvrđeno u Mišni, Tosefti, Jeruzalemskom Talmudu i Babilonskom Talmudu.

## Sukot u Novom zavjetu
Sukot se u četiri kanonska evanđelja spominje samo jednom. U Evanđelju po Ivanu navodi se: Bijaše blizu židovski Blagdan sjenica. (Iv 7,2). U ovom slučaju Isus upućuje svoju obitelj da proslavi ovu svetkovinu: Vi samo uziđite na blagdan. Ja još ne uzlazim na ovaj blagdan jer moje se vrijeme još nije ispunilo." To im reče i ostade u Galileji. Ali pošto njegova braća uziđoše na blagdan, uziđe i on, ne javno, nego potajno. (Iv 7, 8-10).

## Obred i poruka blagdana u židovstvu
Danas se među pripadnicima židovske zajednice blagdan obilježava na sljedeći način: sjenica, koja mora biti izgrađena od laganih, nepostojanih materijala, gradi se pod otvorenim nebom. Ako nema drugih mogućnosti, smije se načiniti i na balkonu. Pokriva se granjem i prućem, a ukrašava lišćem triju biljaka: palme, mirte i vrbe, te plodovima citrusa: naranče i limuna, kao i mogranjem, simbolom plodnosti. Palma, mirta i vrba, zajedno s etrogom, nejestivim mirisnim plodom vrste citrusa, nazivaju se arbaa minim (četiri vrste), a izravno su povezane s blagdanskim obredom u sinagogi. Tradicijski se svakoj od biljaka pripisuje simbolična srodnost s jednom od četiriju vrsta ljudi. Granje vrbe, koje nema mirisa niti okusa, sliči ljudima koji ne poznaju Zakon niti imaju dobro ponašanje; granje mirte, koje miriše ali nema okusa, sliči ljudima koji se dobro ponašaju ali ne poznaju Zakon; grane palme, čiji plod – datulja – ima okus ali nema mirisa, sliči ljudima koji poznaju Zakon ali se loše ponašaju; dok etrog, koji ima miris i okus, sliči najboljim ljudima koji poznaju Zakon i dobro se ponašaju. Obveza je za Sukot načiniti svežanj zvani lulav, povezujući zajedno tri vrste granja iz arbaa minim uz etrog. Tijekom obreda u sinagogi njih se uzima u ruke uz određene dijelove obreda. Lulav i etrog simboli su Sukota. Budući da granje bilja i plod citrusa trebaju biti obredno čisti (košer), u praksi se pravodobno prije blagdana, u potpunosti ili djelomice nabavljaju iz Izraela.
Sjenice izravno dozivaju u sjećanje vremena spašavanja iz egipatskog sužanjstva uz Božju pomoć, te četiriju desetljeća boravka u pustinji, kada je izraelski narod zaklon nalazio samo u laganim kolibicama načinjenim od pustinjskog šiblja. Kao spomen na te dane i kao opomena budućim naraštajima kako izvorom spasa nisu bili zidovi i krovovi već snažna Božja ruka, Židovima je zapovijeđen cjelodnevni boravak u takvim kolibicama tijekom osam dana Sukota. Iz tog razloga kolibice ni danas ne smiju biti posve natkrite, već se kroz strop od pruća moraju nazirati zvijezde, kako je to bilo i u kolibicama pod Suncem i u onim iz kojih su se vidjele zvijezde otvorenog pustinjskog neba. Gradeći sjenicu i boraveći u njoj, Židovi uče prepoznavati prave, temeljne životne vrijednosti, i lučiti ih od poželjne, ali uvijek nesigurne udobnosti i obilja.
Svakog dana ovog blagdana Židovi pozivaju sedam duhovnih gostiju (aram. ušpizin) da prebivaju s njima u sjenici. Ovi gosti zapravo su sedmorica Izraelovih pastira: Abraham, Izak, Jakov, Mojsije, Aron, Josip i David. Po predaji, svake noći u sjenicu ulazi najprije posebni gost, a zatim ostala šestorica. Obično se izriče posebna molitva dobrodošlice, prema redu njihova ulaska. Svaki gost nosi sa sobom posebnu poruku, ovisno o pojedinom danu blagdana.
Završni dio svečanosti jesu sedmi dan, blagdan Hošana raba, i osmi dan okupljanja, blagdan Š'mini aceret. Na blagdan Hošana raba izgovara se molitva Hošana (spasi, zakrili), tijekom koje se prostorom sinagoge obredno pronose lulav i etrog. Toga se dana zaključuje Božje suđenje svakom čovjeku, započeto na Roš ha-Šanu, Novu godinu, a zapečaćeno na Jom Kipur, Dan pomirenja. Blagdan Š'mini aceret obilježava proslavu završetka godišnjeg sinagogalnog čitanja Tore (Zakona), i početak ponovnog čitanja. U dijaspori svetkovina traje jedan dan dulje, i završava s blagdanom ''Simhat Tora'' (Radost Tore).
Prema starim rabinima, Sukot je blagdan namijenjen i drugim narodima pored židovskog, te je u vrijeme Hrama toga dana prinošeno za žrtvu i sedamdeset volova, kao simbol tradicijski nabrojanih sedamdeset naroda svijeta. Obrazloženje takvog proširivanja blagdana sljednici mističnog židovstva nalaze u Božjoj ljubavi prema svim ljudima, kojom Bog nudi anđela čuvara svakome narodu, potičući ga na ljubav prema Izraelu. Također se vjeruje da će u vrijeme iščekivanog Mesije svi narodi doći u Izrael proslaviti Sukot.